# Maria de Paiva Pereira
Maria de Paiva Pereira (Itajubá, 26 de dezembro de 1907 — Itajubá, 1 de julho de 2020) foi uma supercentenária brasileira. 
Maria de Paiva Pereira nasceu em Itajubá e era filha de Lázaro Severino Paiva e Bárbara Maria Vieira. Foi casada com Pedro de Alcântara Pereira, ex-funcionário da Fábrica de Armas, e tiveram dez filhos. Ela formou-se professora no curso de Magistério do Colégio Sagrado Coração de Jesus. Dedicava-se bastante à poesia e foi membro da Academia Itajubense de Letras.